# Adrenalina
Adrenalina је песма италијанске певачице Сенхит. Песма је представљала Сан Марино на такмичењу за Песму Евровизије 2021. у Ротердаму. Песма садржи вокал америчког репера Фло Рајда.
РТВ Сан Марино је 16. маја 2020. потврдила да ће Сенхит представљати Сан Марино на такмичењу 2021. године. 65. издање Песме Евровизије одржано је у Ротердаму полуфинала 18. и 20. маја 2021. и великог финала 22. маја 2021. године. Дана 17. новембра 2020. објављено је да ће Сан Марино наступити у другом полуфиналу такмичења. Фло Рајда се придружио Сенхит на евровизијској сцени.